# Dress code

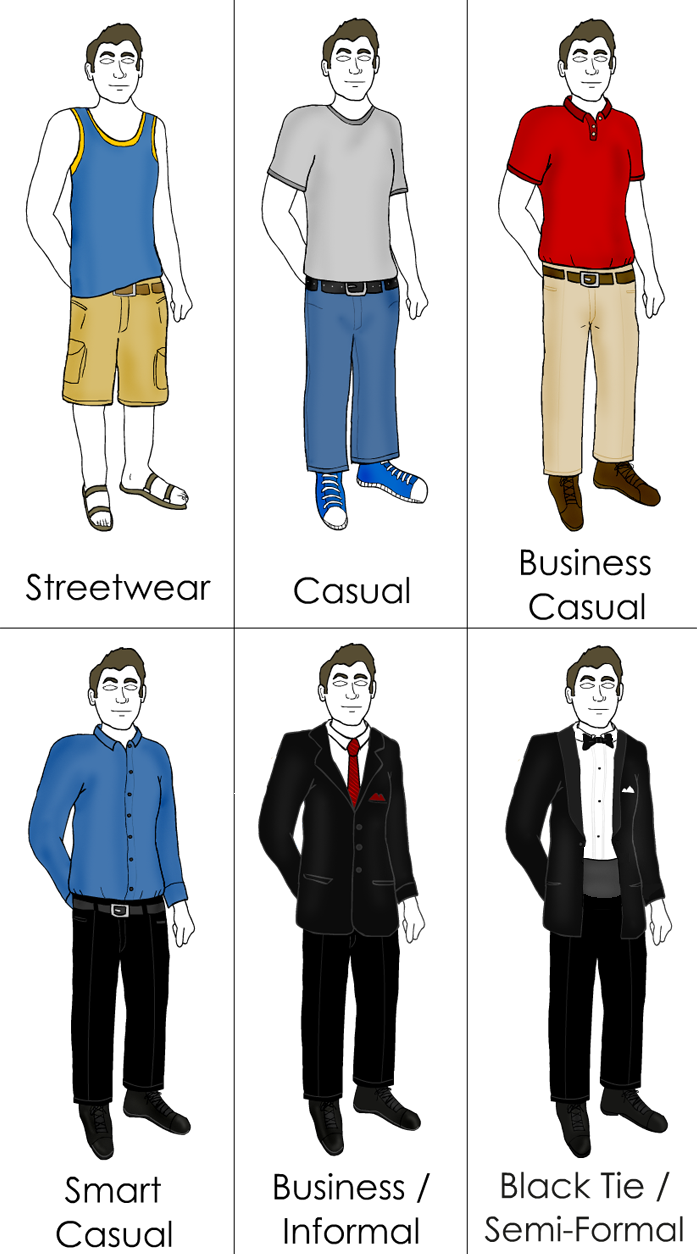
Mužský západní dress code počátku 21. století: od neformálního přes pracovní po slavnostní oděv

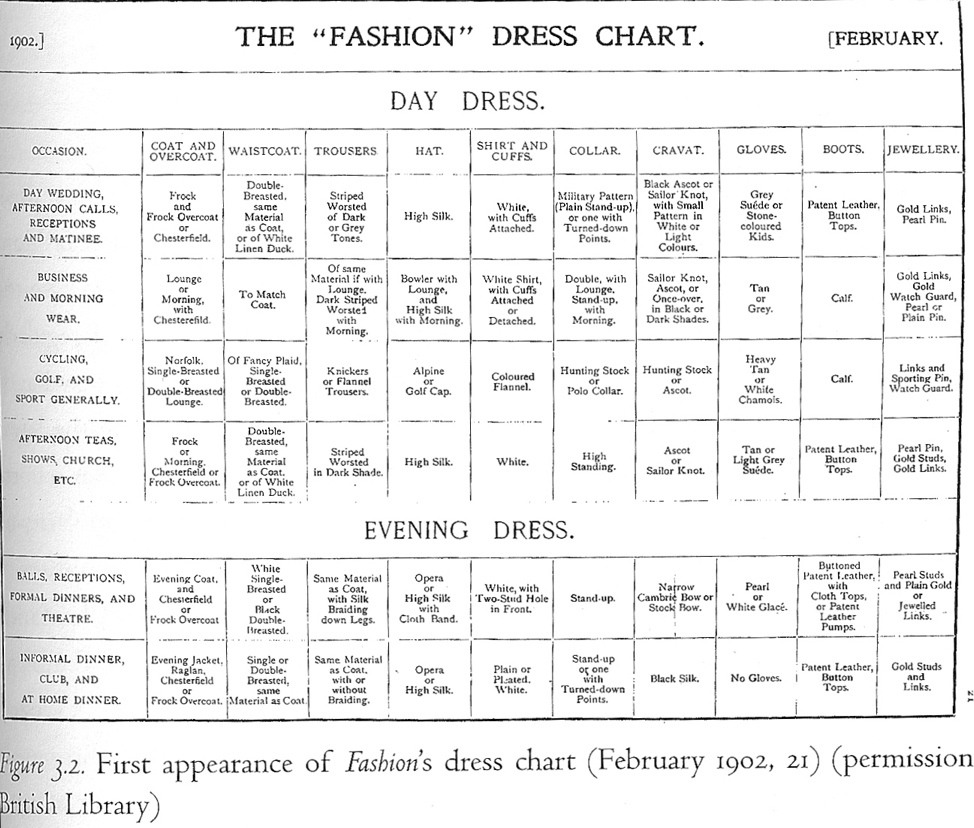
Příručka o dress code z roku 1902

Dress code nebo řidčeji dresscode je z angličtiny pocházející výraz pro pravidlo upravující způsob oblékání a obouvání k určité příležitosti. V češtině nemá ustálené alternativní označení.

## Rozdělení
Dress code se může uplatňovat například:
- v zaměstnání, kde jej stanoví zaměstnavatel,
- ve škole
- podle pravidel etikety
  - na pracovní pohovor
  - na pracovní schůzku, pracovní oběd, jednání
  - pro vstup na určitá místa
- při formálních společenských akcích
  - creative black tie
  - black tie
  - white tie
- speciální
  - soudní jednání
  - významné politické/státní události

### Denní / večerní
Zejména formálnější úrovně dress code rozlišují určitá pravidla pro denní a večerní oblékání, týkající se například barev a některých doplňků.

### Podle formálnosti
Podle míry závažnosti/formálnosti/slavnosti dané události (od nejnižší k nejvyšší) by se styl a pravidla oblékání dala rozdělit přibližně na:
- domácí (v soukromí nebo bez styku s ostatními lidmi)
- „špinavá práce“
- pouliční, „pouťové“
- volnočasové, hobby
- neformální
- „ležérní elegance“
- obchodní/byznysové/korporátní (schůzky, prezentace, jednání, setkání s klienty/partnery)
- semi-formální (např. divadlo)
- formální (např. ples, opera, galavečer)
- slavnostní (extra výjimečné události, ceremonie, setkání státníků apod.)